# ニシハイイロペリカン

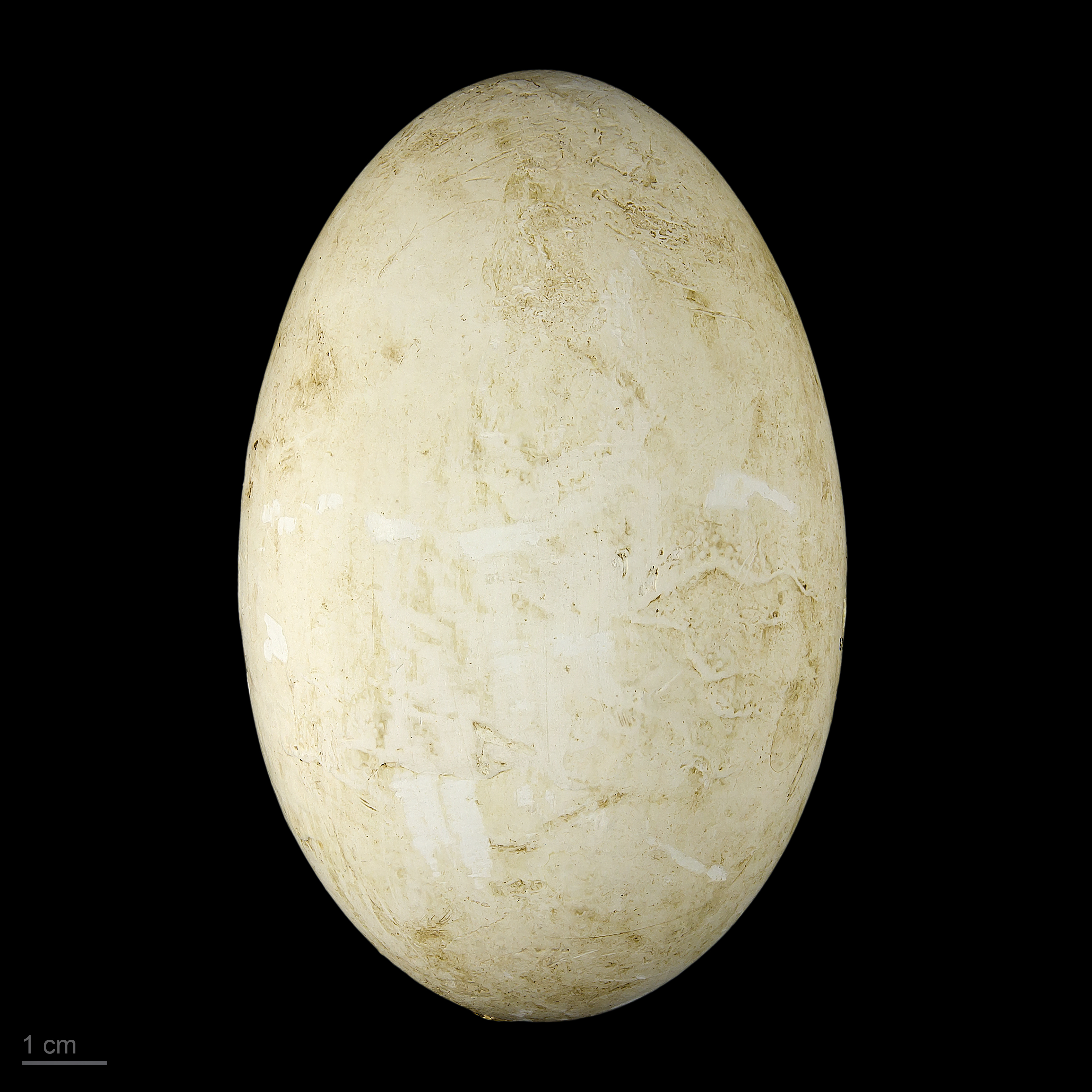
Pelecanus crispus

ニシハイイロペリカン（学名：Pelecanus crispus）は、ペリカン目ペリカン科に分類される鳥類の一種。ペリカンの仲間で最大の種。

## 分布
旧北区に分布する。

## Status
- LR/cd (IUCN red list)

## 画像

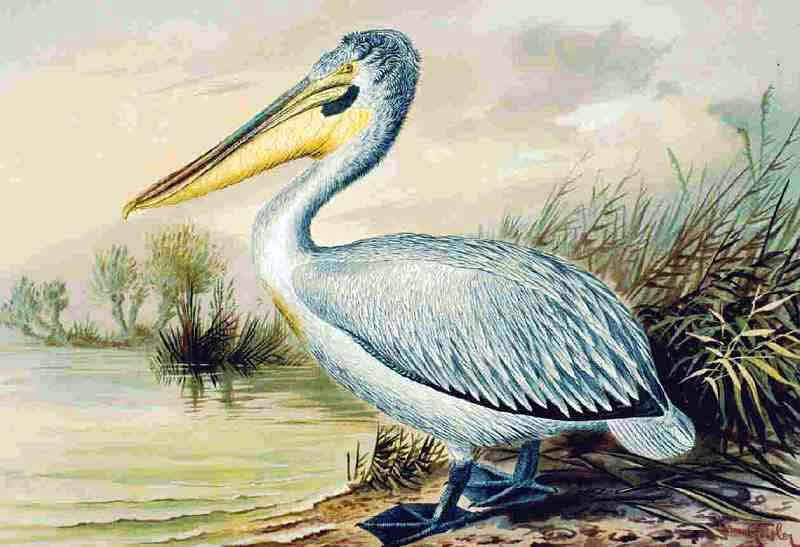